# ケーブル坂本駅
ケーブル坂本駅（ケーブルさかもとえき）は、滋賀県大津市坂本本町にある比叡山鉄道比叡山鉄道線（坂本ケーブル）の駅である。

## 概要
坂本ケーブルの山下駅に相当する。駅舎は1927年（昭和2年）の開業以来の建物で、1997年（平成9年）に国の登録有形文化財に登録されている。

## 歴史
- 1927年（昭和2年）3月15日：坂本駅（さかもとえき）として開業[2]。
- 1945年（昭和20年）3月19日：休止[2]。
- 1946年（昭和21年）8月7日：再開[2]。
- 1974年（昭和49年）1月15日：ケーブル坂本駅に改称[2]。
- 1997年（平成9年）7月15日：駅舎が国の登録有形文化財に登録される[3]。

## 駅構造
ホームは軌道の両側に作られており、混雑時などは両側の扉を開き乗客を降ろすことがある。軌道は160‰のそれほど急ではない勾配となっているが、ホームはスロープではなくゆるい階段状である。2007年（平成19年）までに軌道から架線が撤去されたあとは、駅ホーム部分だけに蓄電池充電用の剛体架線が設置されている。ホーム全体が開業当時からの上屋で覆われている。
駅舎は洋風木造建築の2階建てで、1925年（大正14年）に建てられている。1階には待合室にベンチが置かれ、切符売場や売店、乗務員控室などがある。2階は事務所となっている。1階の入口脇に役割を終えた架線柱のうちの1本がモニュメントとして保存されている。駅舎入口の上には「坂本驛」と旧駅名が記されている。
駅前広場にトイレがあり、駅舎の横に江若交通のバス停留所がある（運行路線に関する詳細は後述）。

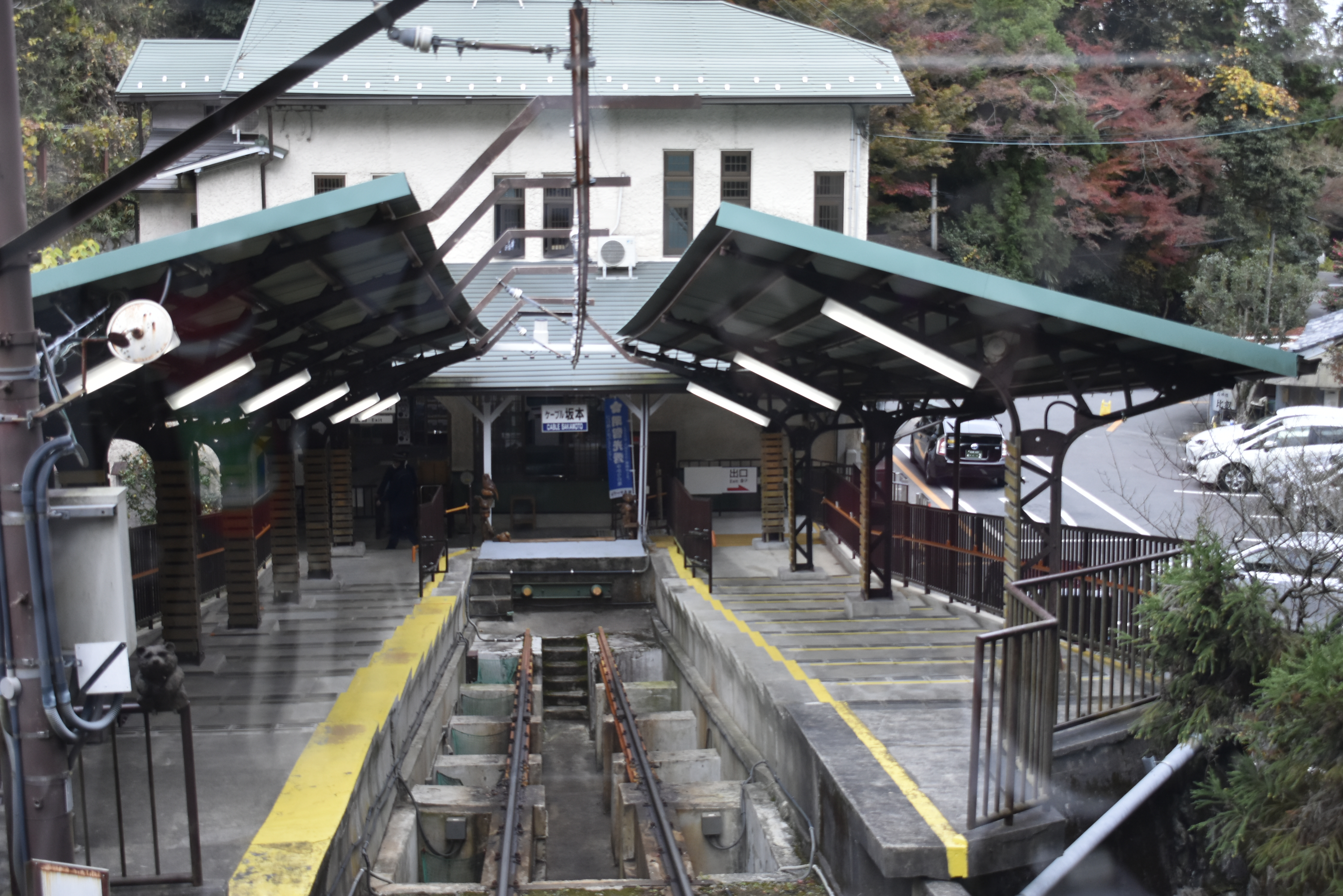
車内から見た駅ホーム全景（2020年11月）
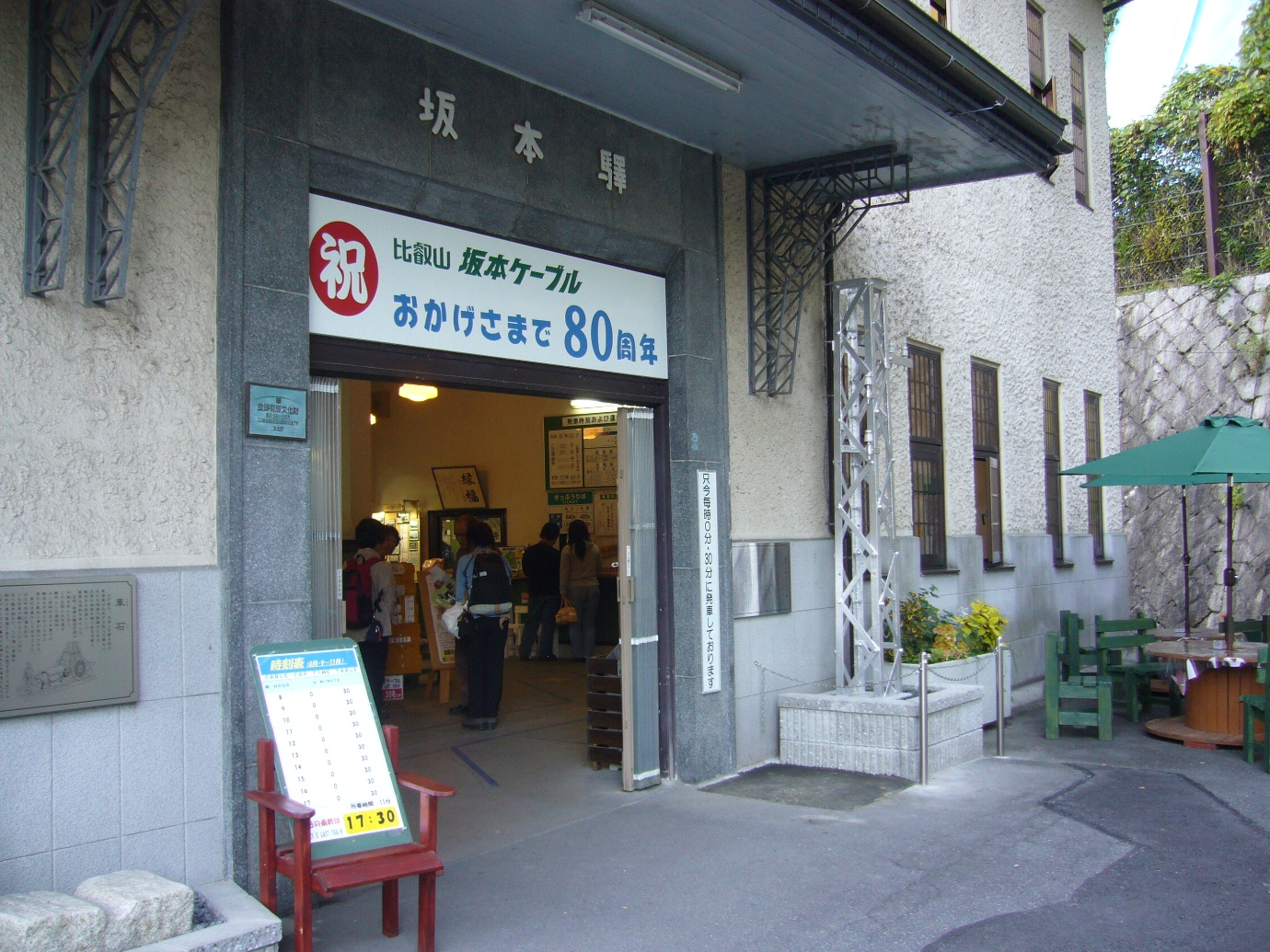
駅舎入口。右には架線柱のモニュメントがある（2007年11月）
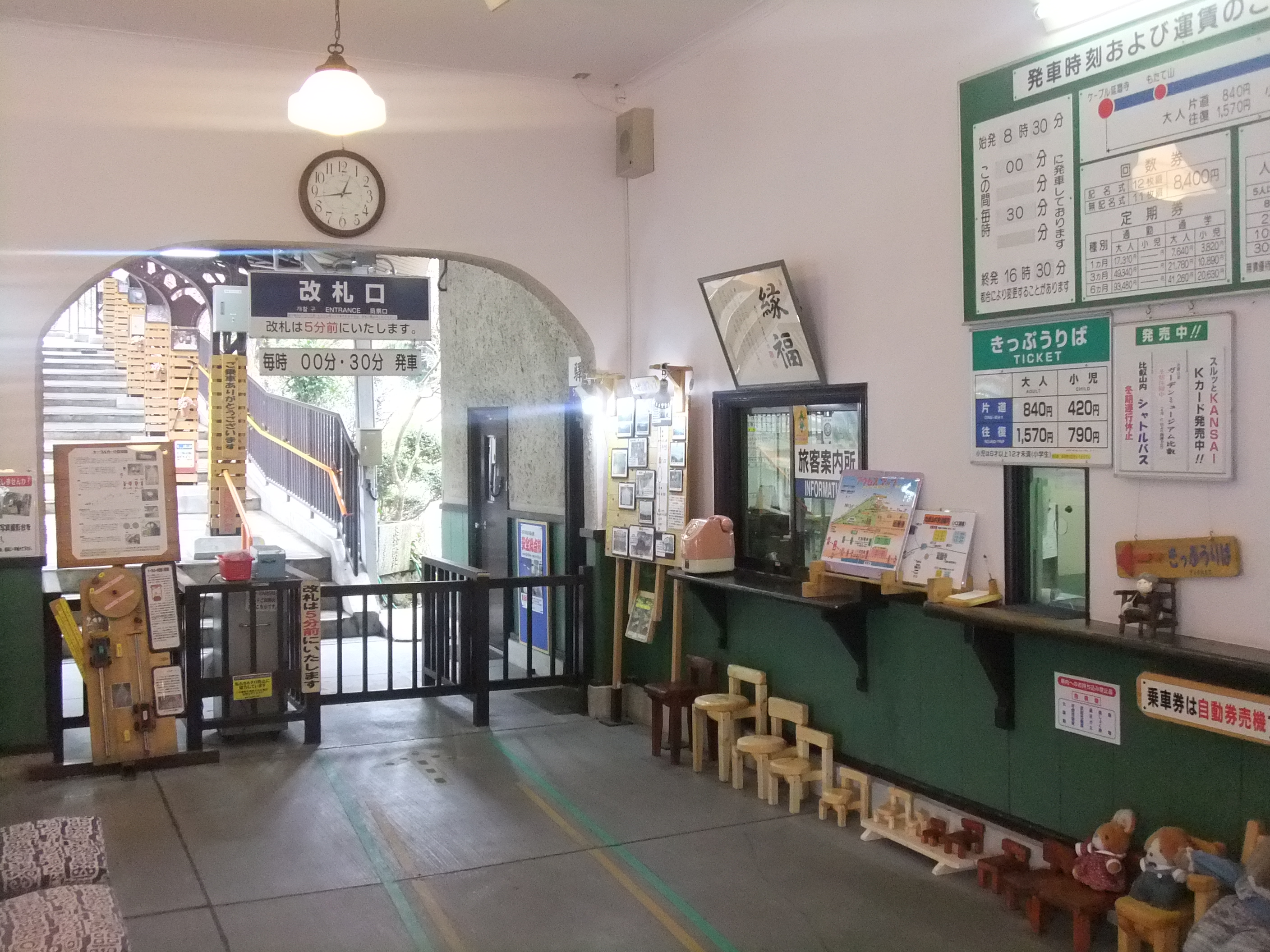
出札と改札（2010年12月）
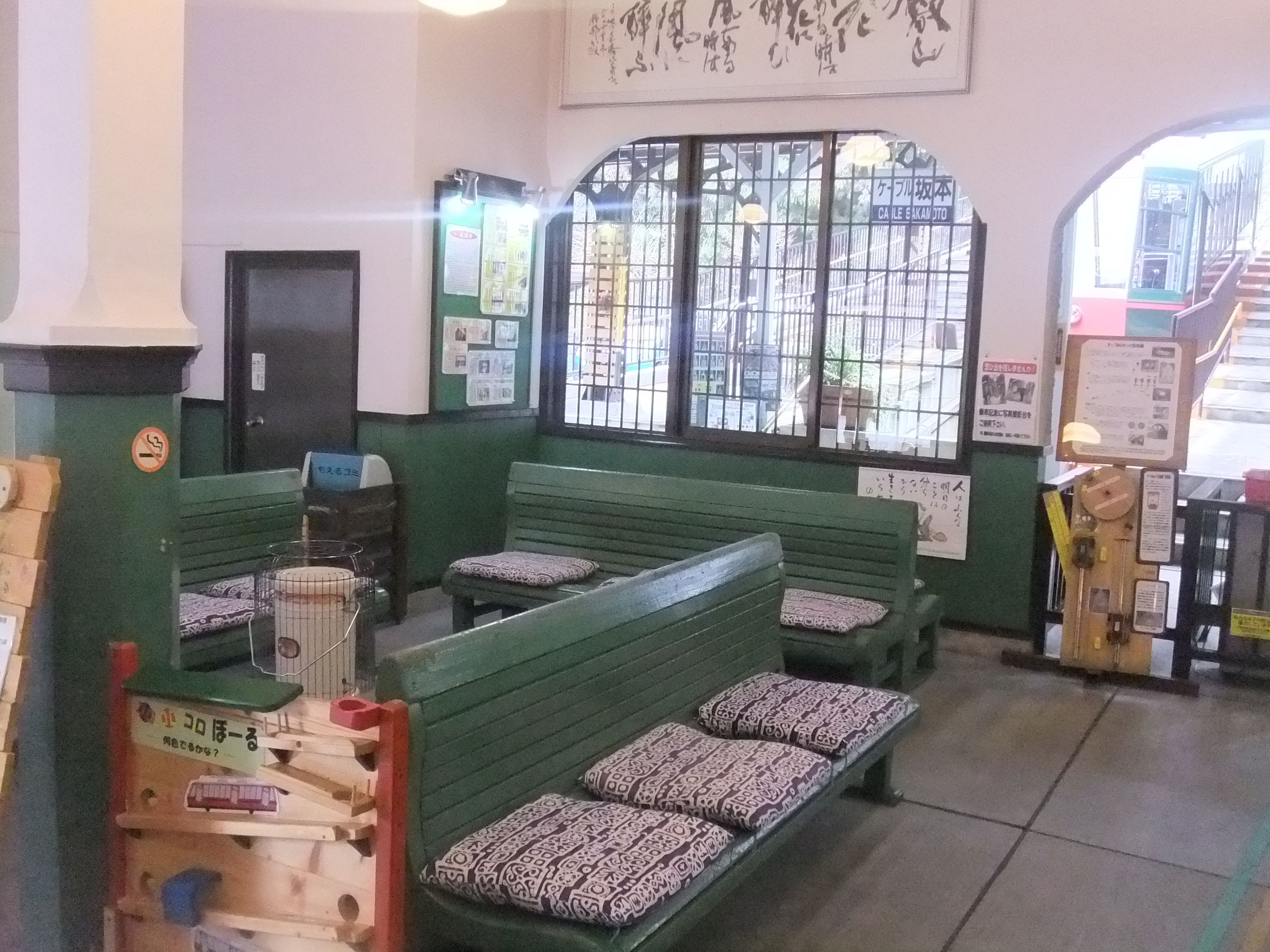
駅舎内の様子（2010年12月）

## 駅周辺
周辺は寺院が多く、駅東側に高校がある。なお、駅所在地の坂本は日吉大社の門前町であり、歴史的風土保存区域（日吉大社歴史的風土特別保存地区）に指定されている。
- 比叡山中学校・高等学校 - 駅東側に隣接。
- 延暦寺学園叡山学院 - 天台宗の法嗣養成校[6]。
- 日吉大社 - 紅葉の名所。駅から徒歩5分ほど[7]。
- 日吉東照宮 - 日吉大社の境外末社。
- 戒蔵院 - 延暦寺の僧侶の里坊の1つ[8]。
- 穴太衆積みの石垣 - 穴太衆と呼ばれた石工集団による石垣[9]。
- 滋賀県道47号伊香立浜大津線
- 滋賀県道316号比叡山線

## バス路線
駅舎の横に江若交通「ケーブル坂本駅」停留所があり、坂本ケーブル連絡バス（比叡山坂本駅行き）が発着する。なお、山王祭（日吉大社の例大祭）の催行日は（交通規制の関係で）運行を休止する便がある。

## 隣の駅
比叡山鉄道
■比叡山鉄道線（坂本ケーブル）
ケーブル坂本駅 - ほうらい丘駅
（事前に申告がなければ通常はケーブル延暦寺駅まで停車しない）